# Півмісяцева кістка
Півмісяце́ва кістка (лат. os lunatum, від luna — «місяць») — одна з кісток зап'ястка. Має глибоку увігнутість та характерну форму півмісяця. Розташована в центрі проксимального ряду зап'ясткових кісток, між латеральною човноподібною і медіальною тригранною кістками. Гомологічна інтермедіуму (intermedium) плазунів і земноводних.

## Будова
Проксимально півмісяцева кістка примикає до півмісяцевої ямки променевої кістки, латерально зчленовується з човноподібною, медіально — з тригранною, дистально — з головчастою. На дистальній і медіальній поверхнях вона також зчленовується з гачкуватою кісткою.
Закріплення півмісяцевої кістки здійснюється медіально човноподібно-півмісяцевою зв'язкою (ligamentum scapholunatum), і латерально — півмісяцево-тригранною (ligamentum lunatotriquetrale). Окрім того, кістку укріпляють зв'язки променево-зап'ясткового суглоба між променевою і зап'ястковими кістками.
Проксимальна поверхня півмісяцевої кістки гладка і вигнута, зчленовується з променевою кісткою. Латеральна поверхня плоска і вузька, з гранню у формі півмісяця для зчленування з човноподіною кісткою. Медіальна поверхня має гладку і чотиристоронню грань для зчленування з тригранною кісткою. Долонна і дорсальні поверхні шерехаті, дорсальна широка і округла. Дистальна поверхня глибока і увігнута.

## Розвиток
Осифікація півмісяцевої кістки починається у віці між 18 місяцями і 4 роками 3 місяцями.

## Функції
Функцією човноподібної кістки є формування кісткової основи кисті:708. Як і всі зап'ясткові кістки проксимального ряду, півмісяцева бере участь у русі зап'ястка.

## Галерея

Півмісяцева кістка лівої руки (виділена червоним). Анімація.
Півмісяцева кістка лівої руки великим планом. Анімація.
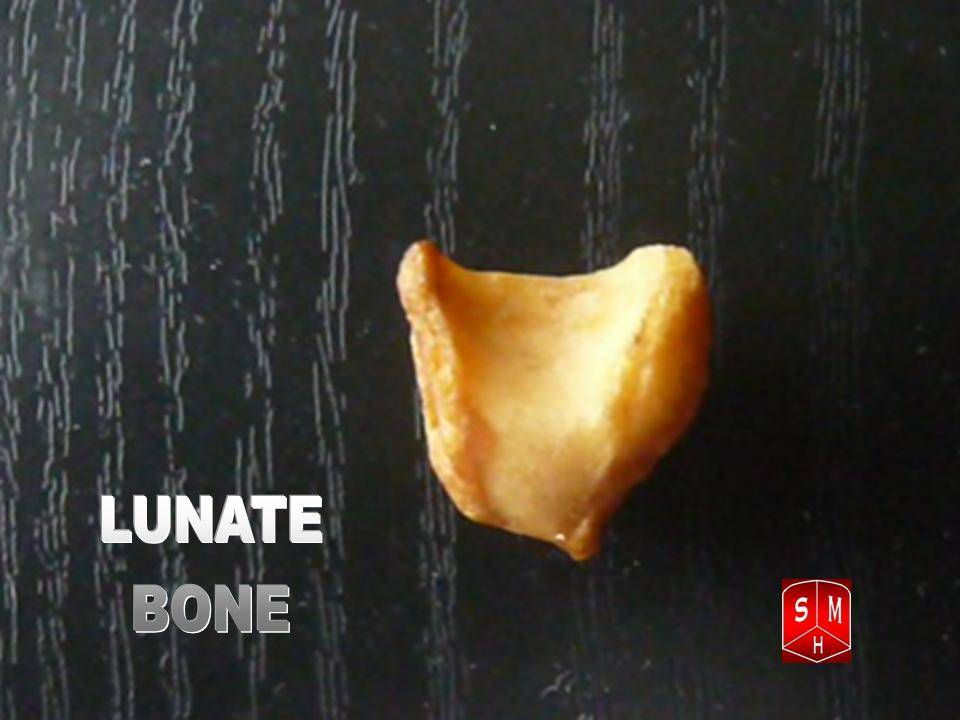
Півмісяцева кістка.
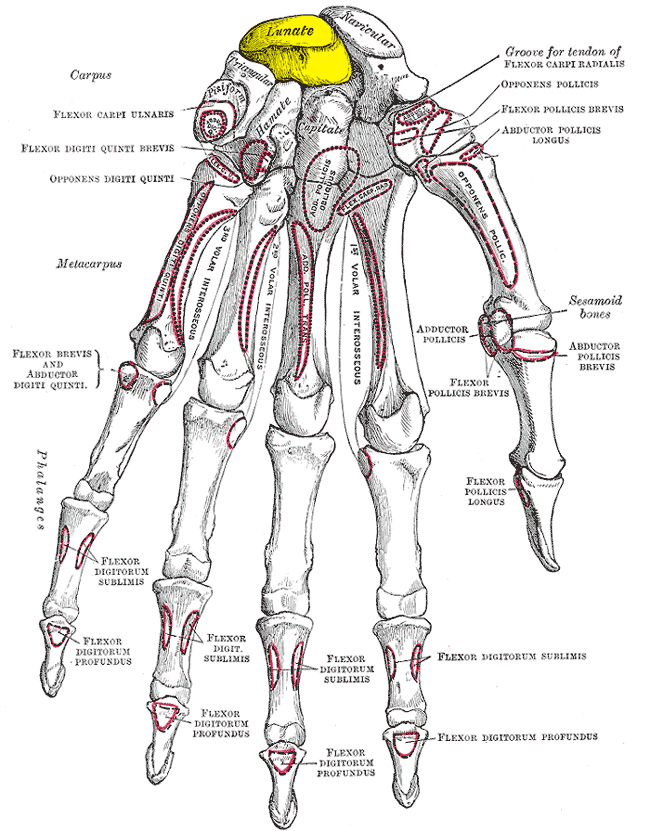
Кістки лівої руки. Долонна поверхня.
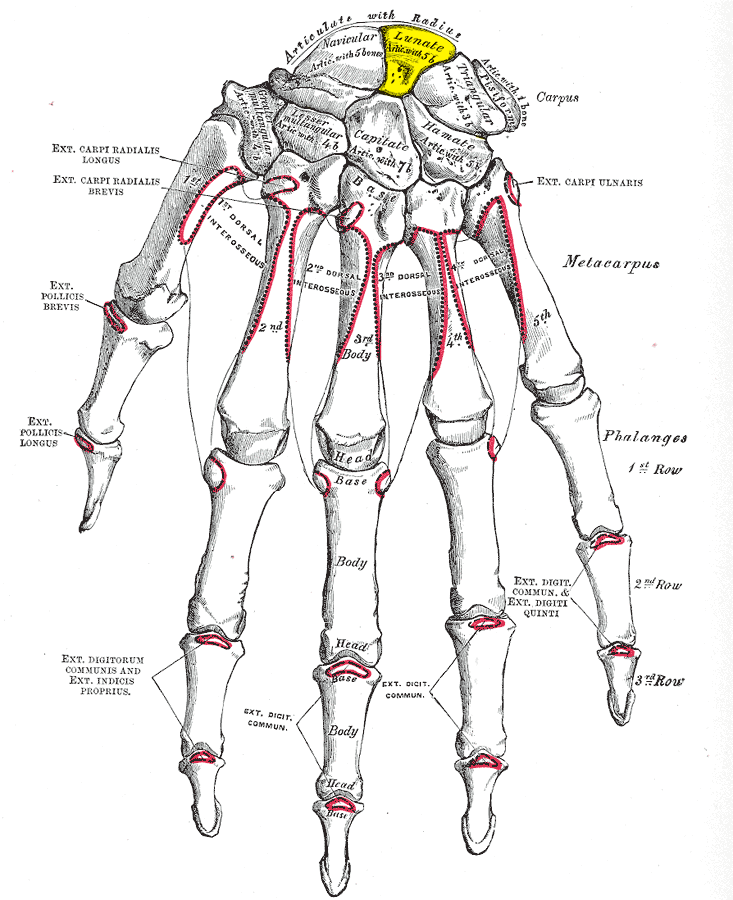
Кістки лівої руки. Дорсальна поверхня.
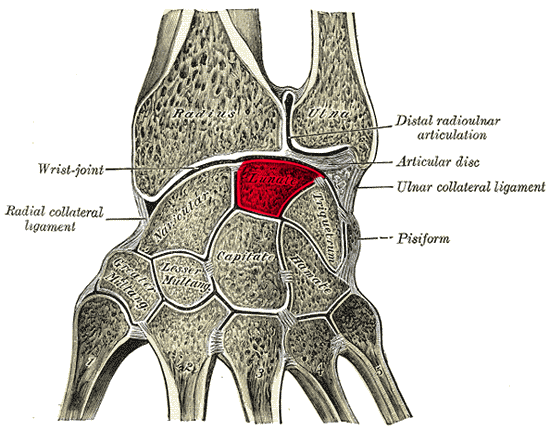
Поперечний розріз зап'ястка (великий палець ліворуч). Півмісяцева кістка виділена червоним.
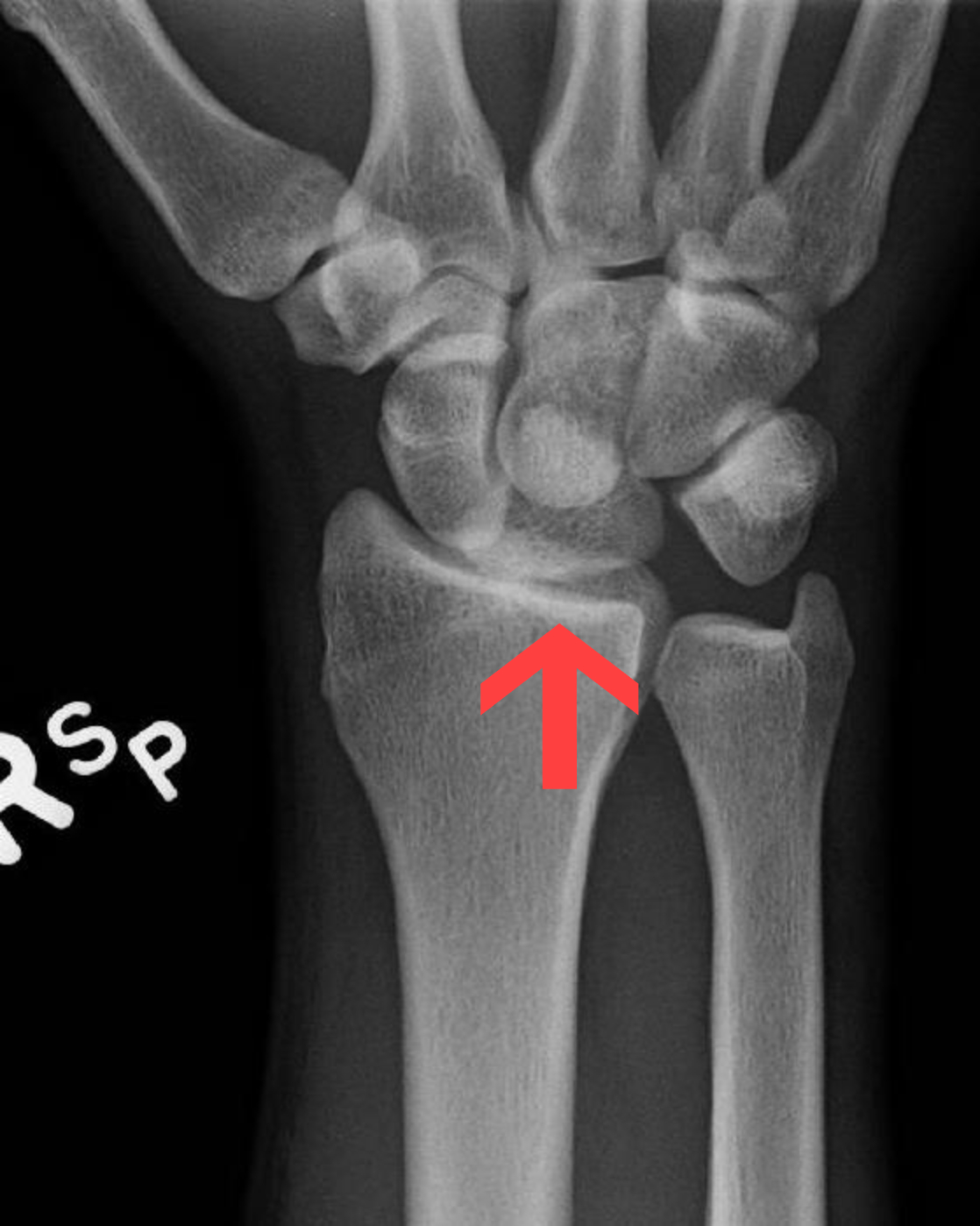
Півмісяцева кістка при вивиху
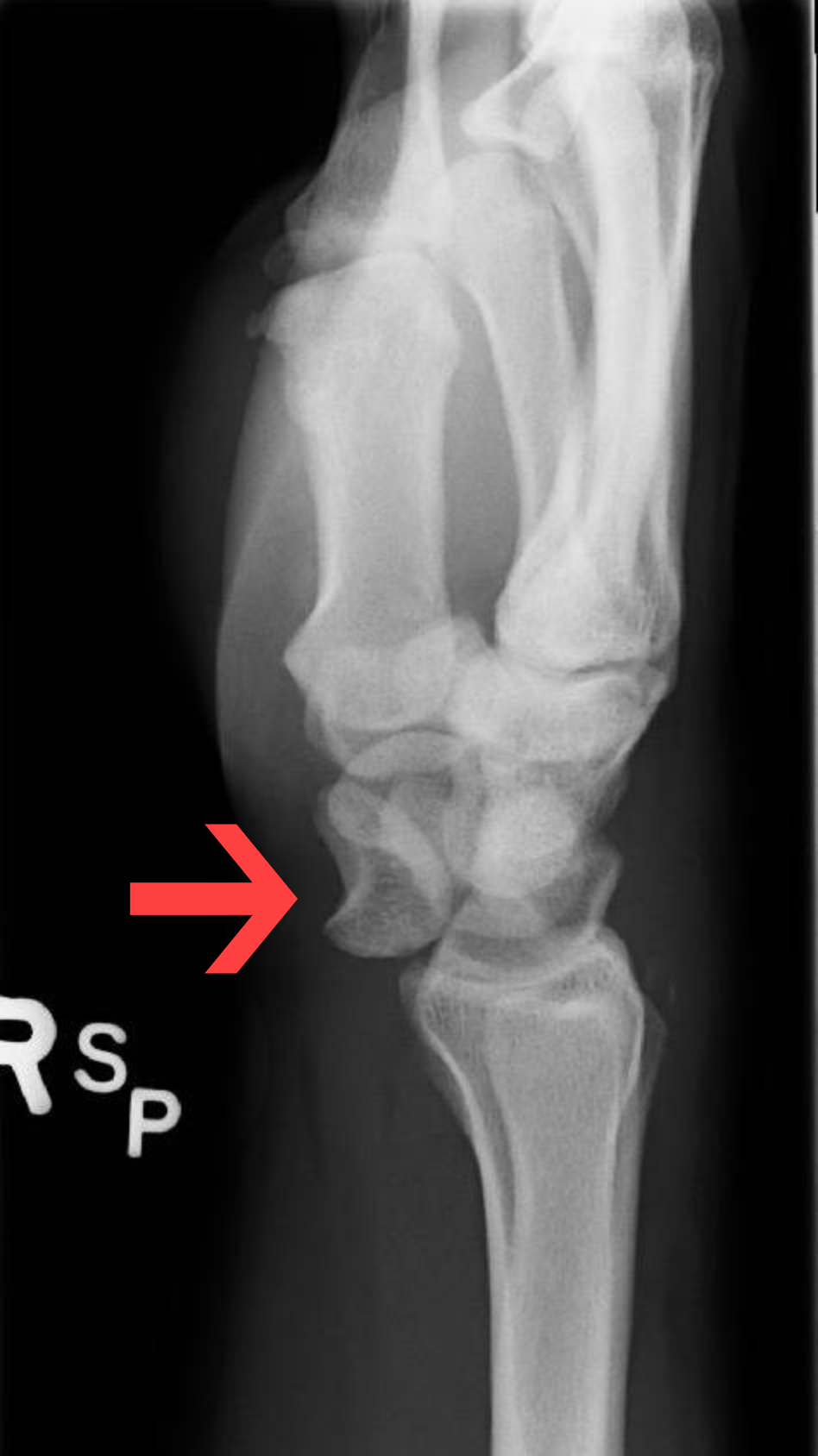
Півмісяцева кістка при вивиху
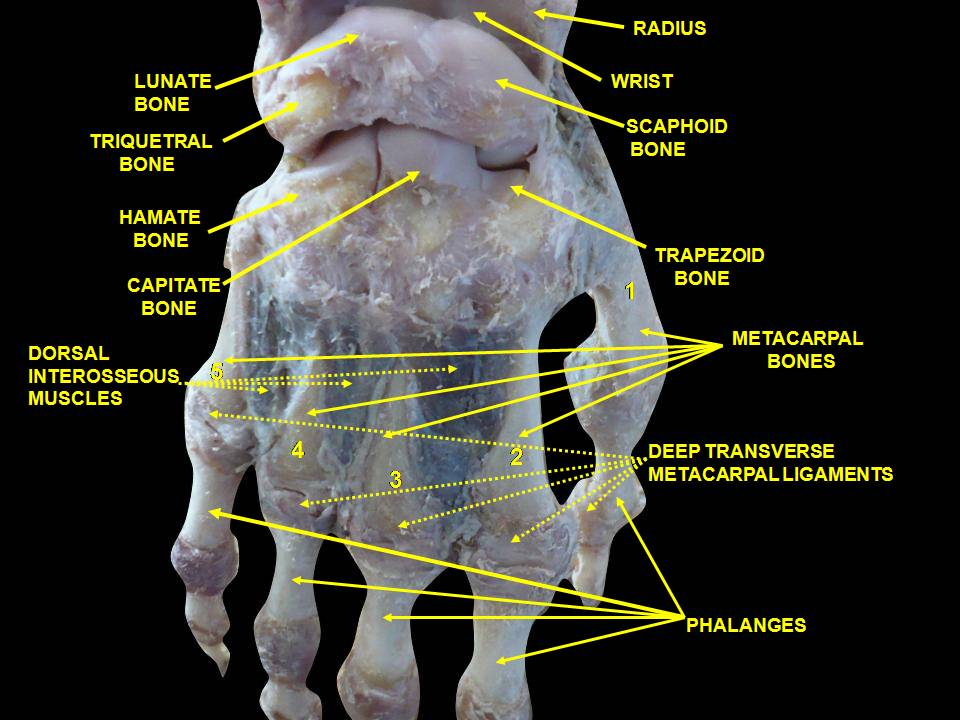
Променево-зап'ястковий суглоб. Глибокий розтин. Вигляд ззаду.
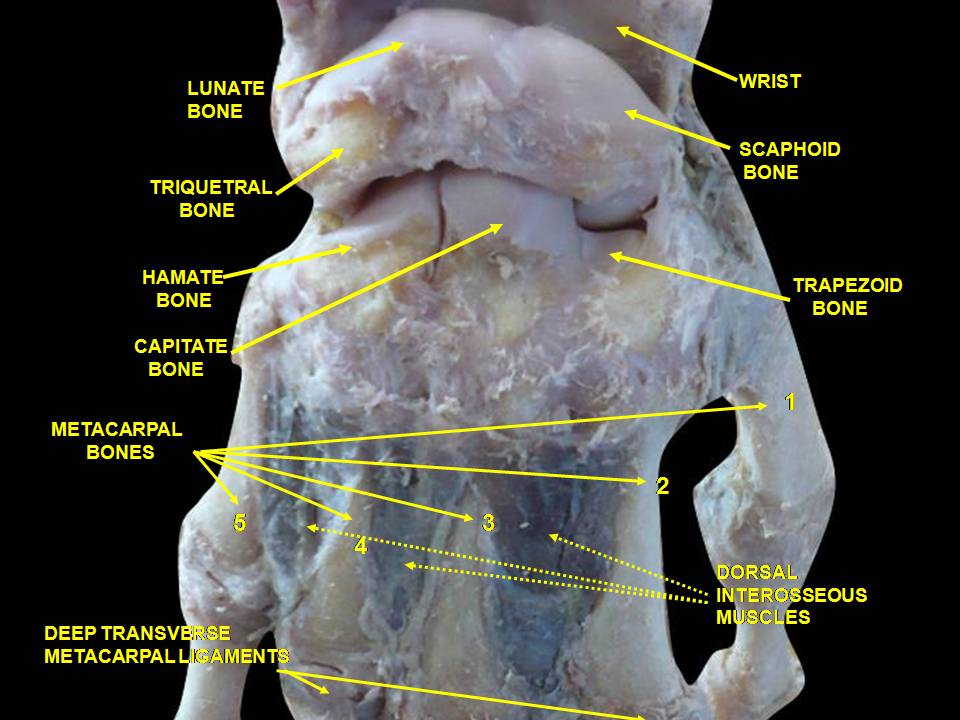
Променево-зап'ястковий суглоб. Глибокий розтин. Вигляд ззаду.